# Оберштоккен
Оберштоккен (нем. Oberstocken) — коммуна в Швейцарии, в кантоне Берн. 
До 2009 года входила в состав округа Нидерзимменталь, с 2010 года — в округ Тун. 1 января 2014 года объединена с коммунами Хёфен-бай-Тун и Нидерштоккен в новую коммуну Штоккен-Хёфен. 
Население составляет 296 человек (на 31 декабря 2007 года). Официальный код — 0765.